# Sistema chinina-callicreina
Il sistema chinina-callicreina, o più semplicemente sistema delle chinine è un sistema ancora poco compreso di proteine del sangue, che svolge un ruolo nell'infiammazione, nel controllo della pressione arteriosa, nella coagulazione del sangue e nel dolore. I suoi importanti mediatori bradichinina e callidina sono dei vasodilatatori e agiscono su molti tipi cellulari.

## Storia
Il sistema è stato messo in evidenza nel 1909 (Abelous & Bardier), quando i ricercatori hanno scoperto che l'iniezione di urina (ricca in chinine) porta a ipotensione (bassa pressione arteriosa). I ricercatori Emil Karl Frey, Heinrich Kraut e Eugen Werle hanno scoperto il chininogeno ad alto peso molecolare nelle urine, attorno al 1930.

## Componenti
Il sistema consiste di un numero di grandi proteine, di alcuni piccoli polipeptidi e di un gruppo di enzimi che attivano e disattivano i composti.

### Proteine
Il chininogeno ad alto peso molecolare (HMWK) e il chininogeno a basso peso molecolare (LMWK) sono precursori dei polipeptidi. Tali sostanze sono esse stesse attive.
- HMWK viene prodotto dal fegato assieme alla precallicreina (vedere sotto), agisce come cofattore sulla coagulazione e sull'infiammazione e non possiede attività catalitica intrinseca.
- LMWK viene prodotto localmente da numerosi tessuti e viene secreto assieme alla callicreina tissutale.

### Polipeptidi
- La bradichinina (BK), che agisce sui recettori B2 e lievemente sui recettori B1, viene prodotta quando la callicreina la rilascia dal HMWK. La bradichinina è un nonapeptide con la seguente sequenza degli aminoacidi Arg-Pro-Pro-Gly-Phe-Ser-Pro-Phe-Arg.
- La callidina (KD) viene rilasciata dal LMWK dalla callicreina tissutale. Si tratta di un decapeptide.

## Enzimi
- La callicreina (sia tissutale che plasmatica) è una serin-proteasi che libera chinine (BK e KD) dai chininogeni. La precallicreina è il precursore della callicreina plasmatica. Questo precursore può attivare le chinine solo dopo essere stato a sua volta attivato dal fattore XII o da altri stimoli.
- Di chininasi (che sono carbossipeptidasi che inattivano le chinine) sono presenti due forme: la forma N si trova in circolo e la forma M è legata alle membrane. Entrambe rimuovono i residui di arginina presenti all'estremità carbossilica di BK e di KD.
- L'enzima di conversione dell'angiotensina (ACE), chiamato anche chininasi II, inattiva un certo numero di mediatori peptidici, compresa la bradichinina. L'enzima è meglio conosciuto come attivatore dell'angiotensina.
- L'endopeptidasi neutrale disattiva anche chinine e altri mediatori.

## Farmacologia
L'inibizione dell'ACE con ACE-inibitori porta a riduzione dell'angiotensina (un vasocostrittore), ma anche ad aumento della bradichinina, a causa della diminuita degradazione. Ciò spiega perché alcuni pazienti in terapia con ACEi sviluppano una tosse secca, mentre altri reagiscono con angioedema, un pericoloso gonfiore a carico della testa e del collo.
Secondo le ipotesi, molti dei benefici effetti degli ACE-inibitori sarebbero dovuti alla loro azione sul sistema chinina-callicreina. Questi effetti comprendono quelli nell'ipertensione arteriosa, nel rimodellamento ventricolare (dopo infarto miocardico) e probabilmente nella nefropatia diabetica.

## Ruolo nella malattia
I difetti del sistema chinina-callicreina nelle malattie non vengono generalmente riconosciuti. Questo sistema è l'oggetto di molte ricerche, a causa della sua relazione con i sistemi dell'infiammazione e della pressione arteriosa.